# Atarba argentinicola
Atarba argentinicola är en tvåvingeart som först beskrevs av Alexander 1921.  Atarba argentinicola ingår i släktet Atarba och familjen småharkrankar. Inga underarter finns listade i Catalogue of Life.